# پیر آلونزو (بازیکن فوتبال)
پیر آلونزو (انگلیسی: Pierre Alonzo) (۲۳ مارس ۱۹۴۰ – ۱۸ سپتامبر ۲۰۲۴) بازیکن فوتبال اهل فرانسه بود.
از باشگاه‌هایی که وی در آن بازی کرده بود می‌توان به باشگاه فوتبال کن و باشگاه فوتبال ستاره سرخ اشاره کرد.